# Assedio del castello di Stirling (1746)
L'assedio al castello di Stirling ebbe luogo dall'8 gennaio al 1 febbraio 1746 durante la seconda insurrezione giacobita del 1745 dove le forze giacobite hanno assediato il castello di Stirling e tenuto dall'esercito governativo di William Blakeney.

## Antefatto

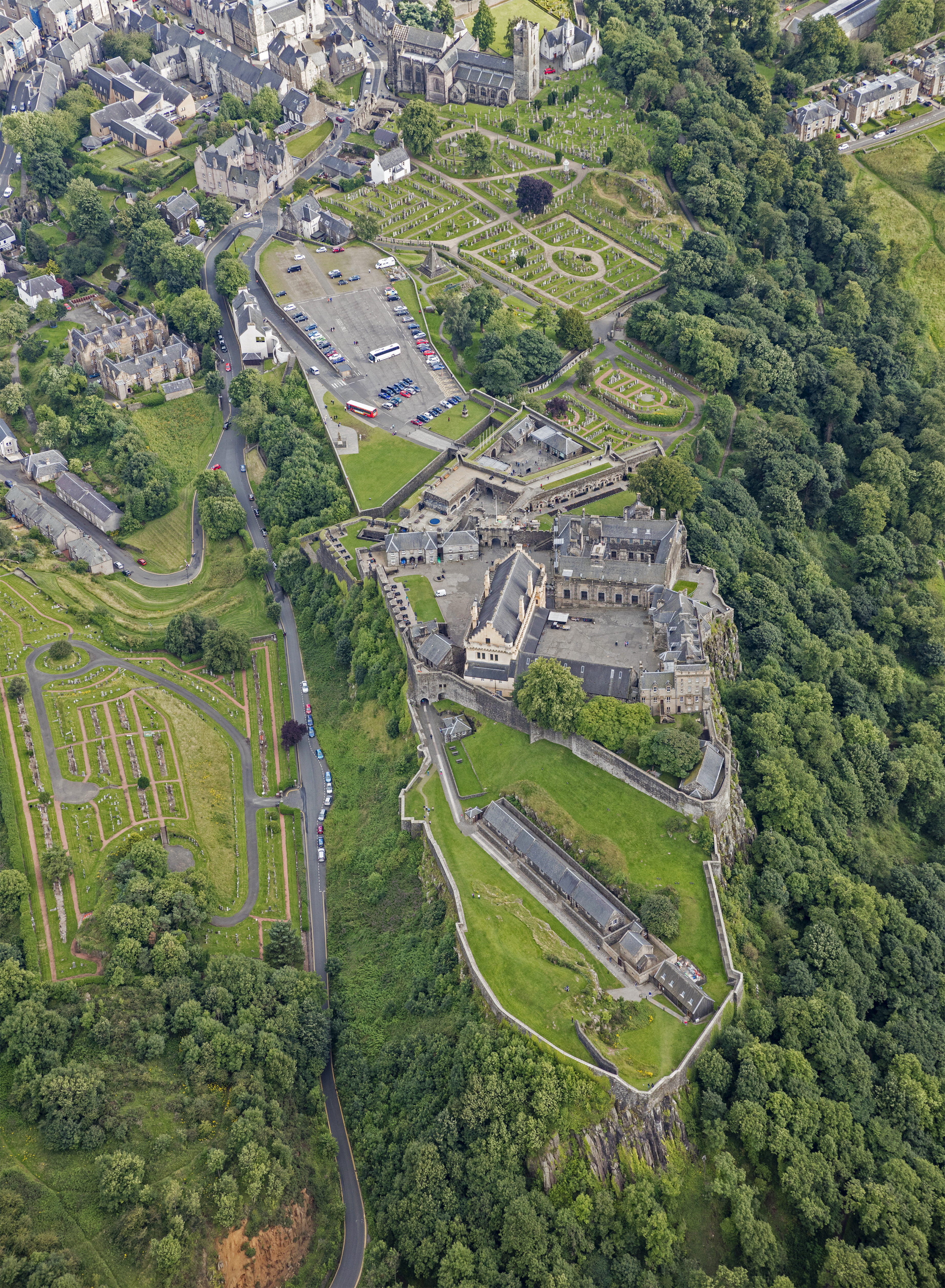
Castello di Stirling, una delle più importanti fortificazioni in Scozia

Una delle fortificazioni più forti di Scozia, il castello di Stirling controllava l'accesso tra le Highlands e le Lowlands. Nel settembre 1745, l'esercito giacobita passò nelle vicinanze in rotta verso Edimburgo, ma non aveva né il tempo né l'attrezzatura necessaria per prenderlo. Lasciato il visconte di Strathallan a Perth per reclutare ulteriori forze, l'esercito principale attraversò l'Inghilterra l'8 novembre e raggiunse Derby il 5 dicembre prima di tornare indietro, entrando poi a Glasgow il 26 dicembre.
Mentre il suo unico risultato tangibile fu la cattura di Carlisle, avanzare nell'Inghilterra centrale e tornare con successo fu un risultato significativo. Alla fine di novembre, Strathallan fu sostituito da suo cugino John Drummond, che arrivò dalla Francia con ulteriori armi, denaro e 150 regolari irlandesi e scozzesi. Come ufficiale in servizio nell'esercito francese, gli era stato ordinato di non entrare in Inghilterra fino a quando tutte le fortezze detenute dalle truppe governative britanniche in Scozia non fossero state prese.
La vittoria sulla milizia filo-governativa a Inverurie il 23 dicembre diede ai giacobiti il controllo del nord-est e all'inizio di gennaio 1746 la loro forza militare ed il loro morale erano al culmine. Carlo voleva supportare Carlisle, riponendo le sue speranze su una lettere di suo fratello Enrico con i dettagli di un progetto di sbarco francese nel sud dell'Inghilterra. Tuttavia, gli scozzesi non credettero più alle sue assicurazioni e all'inizio di gennaio due ufficiali della guarnigione portarono la notizia della resa di Carlisle. Dal momento che ormai il pensiero di alleviare l'assedio era irrilevante, decisero di costruire un piano su Inverurie e prendere il controllo delle Central Lowlands.
Il loro obiettivo finale era Stirling, la cui cattura avrebbe fornito una base forte e un porto sicuro per una seconda invasione dell'Inghilterra. Come di consueto, le sue difese furono divise tra il castello e il paese, che avrebbe dovuto resistere solo per pochi giorni. Il castello era una sfida molto più grande; le sue difese naturali furono rafforzate da fortificazioni moderne con una guarnigione da 600 a 700 soldati comandati da William Blakeney. Un veterano irlandese esperto e determinato, che con una lettera al Primo Ministro Henry Pelham il 18 ottobre affermava la sua fiducia che avrebbe mantenuto la postazione.
Fondamentalmente i giacobiti mancavano di attrezzature d'assedio; non riuscirono a prendere il castello di Edimburgo nonostante occupassero la città per quasi due mesi, mentre Carlisle, una antica fortezza di confine in rovina difesa da 80 anziani pensionati, si arrese quando furono sul punto di porre fine all'assedio. Stirling era significativamente più forte e meglio difeso di entrambi, mentre anche l'esercito governativo molto meglio equipaggiato trovava tutt'altro che facile riconquistare Carlisle. Molti giacobiti anziani, incluso James Johnstone, considerarono il tentativo inutile.

## L'assedio
L'artiglieria da campo giacobita era comandata dal colonnello James Grant, un ufficiale scozzese in servizio francese che era arrivato in ottobre con un certo numero di artiglieri addestrati; ma questi erano troppo pochi e troppo leggeri per avere un impatto sulle mura del castello. A novembre Mirabel de Gordon, un ingegnere francese di origini scozzesi, atterrò a Montrose con un piccolo numero di cannoni più pesanti, tra cui due da 18 libbre. De Gordon è arrivato a Stirling il 6 gennaio per supervisionare le operazioni di assedio, ma la sua artiglieria non è arrivata fino al 14 gennaio e alla fine non ha mai visto l'azione. Era ampiamente considerato incompetente, una visione rafforzata dalla mancata cattura di Fort William a marzo.

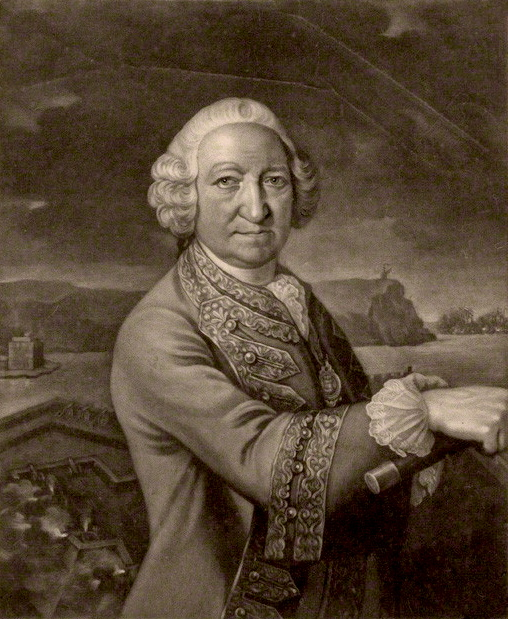
William Blakeney (1671-1761), comandante della guarnigione del castello di Stirling

Il 17 gennaio un tentativo di Henry Hawley di rompere l'assedio fu sconfitto a Falkirk, una battaglia iniziata nel tardo pomeriggio sotto la caduta di neve leggera e pesante e che fu caratterizzata da confusione da entrambe le parti. Il grosso delle truppe di Hawley si ritirò a Edimburgo in buon ordine, assistito dagli Highlanders che si fermarono per saccheggiare il treno delle salmerie; causò notevole imbarazzo e portò ad azioni disciplinari, ma né Hawley né Cumberland la considerarono una sconfitta.
Era stato suggerito che una opzione migliore per i giacobiti sarebbe stata quella di inseguire Hawley, isolando così Stirling e costringendolo ad arrendersi. Lord Elcho ha registrato che questa era l'opinione dei capi clan, anche se la maggior parte degli storici ritiene improbabile che abbia cambiato il risultato. Il mancato raggiungimento di una vittoria decisiva ha portato a recriminazioni tra Lord George Murray, il principe Carlo e John O'Sullivan. Alla fine, la battaglia fece poco per cambiare la posizione strategica, ma danneggiò ulteriormente i rapporti tesi tra Carlo e i suoi ufficiali scozzesi, che furono lasciati a Falkirk con i reggimenti dei clan.
Quando i cannoni pesanti arrivarono il 14 gennaio, Grant propose di posizionarli vicino al cimitero della città, dove sarebbero stati quasi al livello delle fortificazioni del castello, ma Carlo optò per la raccomandazione di de Gordon che si trovassero sulla collina di Gowan. Ciò ha permesso loro di sparare sul castello in relativa sicurezza, ma il substrato roccioso poco profondo in questa posizione significava che le posizioni dei cannoni dovevano essere costruite usando sacchi di terra e lana. Il trasporto di questi era lento, difficile e pericoloso, mentre le pareti a questo punto erano al di sopra di una rupe quasi verticale, quasi impossibile da assaltare.
Le truppe impiegate nei lavori di costruzione hanno subìto perdite quotidiane a causa del fuoco dei mortai, anche se secondo quanto riferito Blakeney minimizzò questo, non volendo scoraggiarli ad investire così tanto impegno in posizioni mal organizzate. Ormai, l'opinione tra i giacobiti era presumibilmente divisa sul fatto che de Gordon fosse incompetente o fosse stato corrotto. Sebbene la guarnigione fosse a corto di razioni, anche gli assedianti erano a corto di rifornimenti e Gordon finalmente aprì il fuoco il 30 gennaio, con solo tre dei suoi sei cannoni in posizione. Blakeney ha prontamente risposto con un fuoco di controbatteria estremamente accurato; i cannoni giacobiti furono presto smontati e in meno di mezz'ora la batteria fu abbandonata, poiché "nessuno poteva avvicinarsi ad essa senza incontrare una certa distruzione". In seguito si scoprì che uno dei cannoni era stato colpito non meno di nove volte, alcune sgorbie erano "di profondità sorprendente".
Il 30 gennaio, Carlo apprese che Cumberland stava avanzando a nord da Edimburgo; vedendo una opportunità per una battaglia decisiva, mandò John Murray di Broughton a chiedere a Lord George Murray di preparare un piano di battaglia. Tuttavia, i capi clan non erano stati in grado di impedire a un gran numero dei loro Highlander di tornare a casa per l'inverno; dissero a Carlo che l'esercito non era in grado di combattere una battaglia e consigliarono di ritirarsi a Inverness, fornendo loro il tempo di riposarsi e reclutare più soldati. Carlo obbedì con riluttanza, ma ciò distrusse gli ultimi residui di fiducia tra le due parti; il 1 febbraio 1746 l'assedio fu abbandonato e l'esercito giacobita di ritirò.

## Conseguenze
I giacobiti usavano la vicina chiesa di St. Ninians per immagazzinare munizioni, che esplosero durante la ritirata; nonostante le affermazioni successive sia stata intenzionale, sembra più probabile che l'esplosione sia stata dovuta a negligenza durante lo spostamento dei contenitori. John Cameron capo del reggimento di Lochiel, stava passando davanti alla chiesa in carrozza con la moglie di Murray di Broughton quando è esplosa; la donna fu sbalzata dalla carrozza e ferita, mentre nove cittadini e un certo numero di giacobiti rimasero sepolti sotto le rovine.
L'esercito di Cumberland avanzò lungo la costa, permettendo di rifornirsi via mare, ed entrò ad Aberdeen il 27 febbraio; entrambe le parti hanno interrotto le operazioni fino a quando il tempo non è migliorato. Entro la primavera, i giacobiti erano a corto di cibo, denaro e armi e quando Cumberland lasciò Aberdeen l'8 aprile, Carlo e i suoi alti ufficiali concordarono che dare battaglia era la loro migliore opzione. La battaglia di Culloden del 16 aprile durò meno di un'ora e si concluse con una decisiva vittoria dei governativi.
Si stima che circa 1500 sopravvissuti si siano radunati a Ruthven Barracks, ma il 20 aprile Carlo ordinò loro di disperdersi, sostenendo che era necessaria l'assistenza francese per continuare la lotta e che avrebbero dovuto tornare a casa fino al suo ritorno con ulteriore supporto. Fu prelevato da una nave francese il 20 settembre ma non ritornò mai più in Scozia.
Blakeney che in precedenza trovava la promozione estremamente lenta, fu ricompensato per la sua difesa con la nomina a tenente generale e tenente governatore dell'isola di Minorca, allora controllata dai britannici. Era al comando quando fu catturato dai francesi nel giugno 1756, un evento che portò al processo ed all'esecuzione dell'ammiraglio John Byng.